# Modstrilogin
Modstrilogin är samlingsnamnet för Stefan Jarls trilogi, en dokumentärserie om framförallt modsen Kenta och Stoffe, deras kompisar och hur de dras allt djupare in i Stockholms skuggsida.
Det var inte ursprungligen planerat att göra en trilogi. Första filmen, Dom kallar oss mods, gjordes av Stefan Jarl och Jan Lindqvist när de var filmstuderande och släpptes 1968. De började följa några ungdomar som drog runt i Stockholms city. Filmen är uppbyggd runt filmklipp när de följer ungdomarna genom stadens gator och i rivningskåken de sover i, där kameran inte ges utrymme. Den blandar dessa klipp och upplevelser med rena intervjuer om droger, hemlöshet och hopplöshet med fast kamera.
Uppföljaren spelades in 1979 och fick namnet Ett anständigt liv. Stefan Jarl har berättat att han gjorde den för att rädda Stoffes liv, att det skulle bli något meningsfullt i Stoffes vardag som kunde ta honom från drogerna. Kenta hade mindre kontakt med vännerna och försöker bli musiker. Under inspelningen söker de bland annat upp Stoffe som är tung missbrukare. Han avlider senare i en överdos medan filmen håller på att spelas in. Stefan Jarl vill först avsluta inspelningarna, men ångrar sig och vill göra den till ett testamente över Stoffe.
Stefan Jarl bestämmer sig för att göra en tredje film redan innan filmen är klar. En film som ska handla om modsens barn. Den tredje filmen spelas in mellan åren 1987 och 1992, och hade premiär våren 1993. Den får titeln Det sociala arvet och trots titeln och förutsättningarna har det gått ganska bra för barnen, Kentas son Patric och Carina, en annan av modsens dotter. Stoffes son jobbar på bilverkstad, men hans mor är mycket tydlig med att hon inte vill att han ska medverka i ett telefonsvararmeddelande som också inleder filmen.
Trilogin avrundas sedan 2006 med femminutersfilmen Epilog, som behandlar Kentas död. Den fanns med som extramaterial till modstrilogins DVD-box. Stefan Jarl ansåg att han hade förlorat sin bästa vän när Kenta gick bort och han tappade fotfästet. Stefan Jarl gav filmen underrubriken Modstrilogen, del 4.
| Titel               | Årtal |
| ------------------- | ----- |
| Dom kallar oss mods | 1968  |
| Ett anständigt liv  | 1979  |
| Det sociala arvet   | 1993  |
| Epilog              | 2006  |

### Fotnoter
1. 1 2 3  Ingrid Stigsdotter (25 februari 2015). ”Dom kallar oss mods”. Svenska Filminstitutet. https://www.filminstitutet.se/sv/fa-kunskap-om-film/ta-del-av-filmsamlingarna/filmer/dollar2/. Läst 31 mars 2024.
2. ↑  Jens Petersen (23 mars 2018). ”Filmen som skakade Sverige”. Aftonbladet. https://www.aftonbladet.se/a/qn7KbE. Läst 6 april 2024.
3. ↑  Sanjin Pejkovic (25 februari 2015). ”Ett anständigt liv”. Svenska Filminstitutet. https://www.filminstitutet.se/sv/fa-kunskap-om-film/ta-del-av-filmsamlingarna/filmer/ett-anstandigt-liv/. Läst 31 mars 2024.
4. ↑  Vivianne Sprengel (31 mars 1993). ”Modsens barn klarar sig trots det sociala arvet.”. Tidningarnas Telegrambyrå. Läst 31 mars 2024 (via Mediearkivet).
5. ↑  Sofia Sofroniadou (20 oktober 2015). ”Jag tycker faktiskt om mig själv”. ETC Stockholm. Arkiverad från originalet den 27 september 2020. https://web.archive.org/web/20200927072730/https://stockholm.etc.se/kultur-noje/jag-tycker-faktiskt-om-mig-sjalv. Läst 19 september 2016.
6. ↑  ”Epilog”. Stefan Jarl. https://www.stefanjarl.se/epilog/. Läst 31 mars 2024.